# Kiyotaka Miyoshi
Kiyotaka Miyoshi (三吉 聖王 Miyoshi Kiyotaka?), född 10 juli 1985 i Tokyo prefektur, är en japansk före detta fotbollsspelare.
Miyoshi började sin karriär 2008 i Argentino de Rosario. Efter Argentino de Rosario spelade han för CA Boston River och Shimizu S-Pulse. Han avslutade karriären 2012.